# Nagyerdei stadion
A Nagyerdei Stadion a Debreceni VSC labdarúgócsapat stadionja. A korábbi stadiont elbontották, a helyére újat építettek, amelyet 2014-ben adtak át. A több mint húszezer néző befogadására képes stadion Magyarország harmadik legnagyobb labdarúgó stadionja. Az épület 2014. május 1-jén nyitotta meg a kapuit. Az első hivatalos mérkőzést a hazai Debrecen és az Újpest játszotta a 2013–14-es szezonban, amelyet a hazaiak nyertek 3-1-re.
A DVSC hazai labdarúgó mérkőzései mellett a magyar nemzeti válogatott is játszik itt meccseket. Az épületben található konferencia és bankett termek mellett a klub a saját boltjában árulja termékeit.

## Története

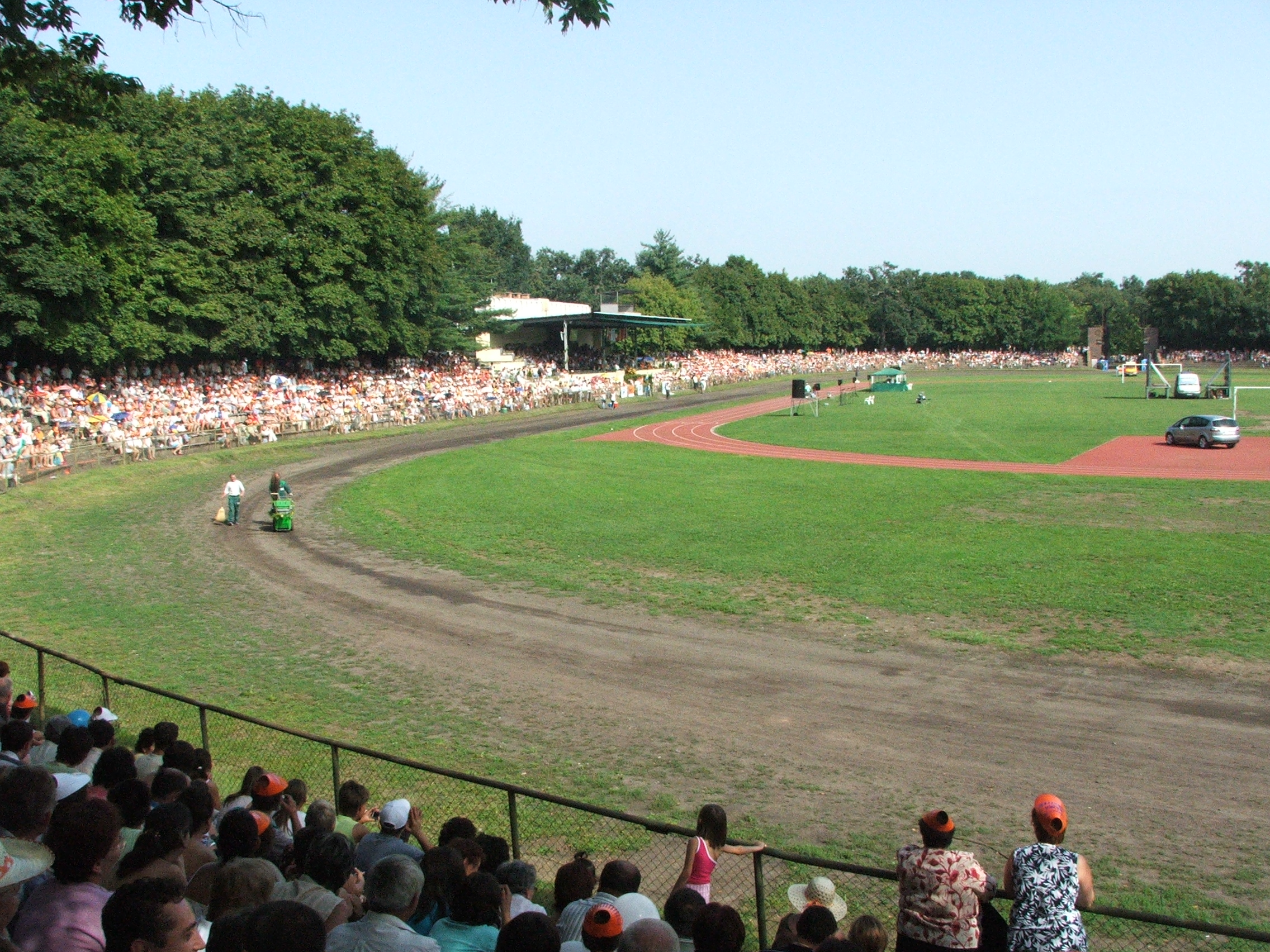
A stadion 2006-ban

### A régi stadion
A debreceni Nagyerdei Stadion 1934-ben nyitotta meg kapuit. Az első mérkőzést 1934. június 24-én játszották a stadionban, a hazai Bocskai FC az olasz AGC Bologna együttesét fogadta a Közép-európai Kupa keretében. A mérkőzésen 2-1-es hazai győzelem született 12000 néző előtt.
Többször rendeztek a stadionban válogatott mérkőzést. A stadionban a legtöbben 1952-ben egy Magyarország B – Bulgária B válogatott meccsen voltak, 32000 ember látta élőben a mérkőzést.
A stadiont aktívan 1993-ig használta a Debreceni VSC labdarúgócsapata, de az 1993-as NB 1-be jutás után átköltözött a csapat az Oláh Gábor utcai stadionba.
Ezek után a stadion állapota egyre romlott, mára már lehetetlen benne labdarúgó-mérkőzést rendezni. A Debreceni Virágkarnevált és a Campus Fesztivált viszont ma is a stadion területén rendezik, valamint a Debrecen Gladiators amerikaifutball-csapat is játszik mérkőzéseket a stadionban.
2010. szeptember 23-án Kósa Lajos (Debrecen polgármestere) a stadion előtt bejelentette, hogy a stadiont teljesen felújítják, akkor még 2012-es átadást említett. A stadion bontási munkálatai hivatalosan 2013. január 29-én kezdődtek el, és néhány hét alatt be is fejeződtek.

### Az új stadion

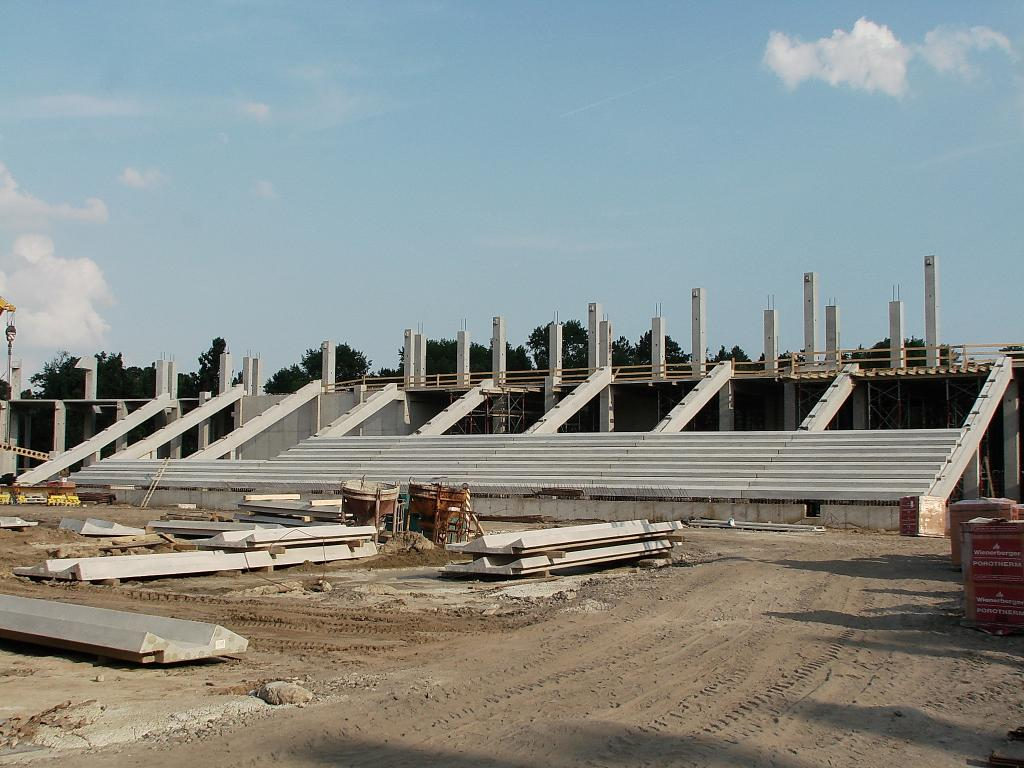
A stadion építése 2013. júniusában.

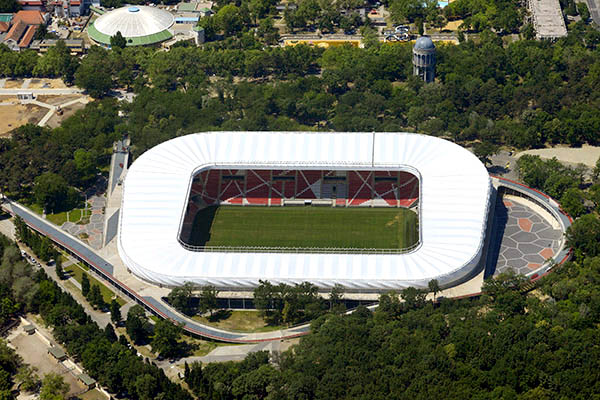
Légi fotó

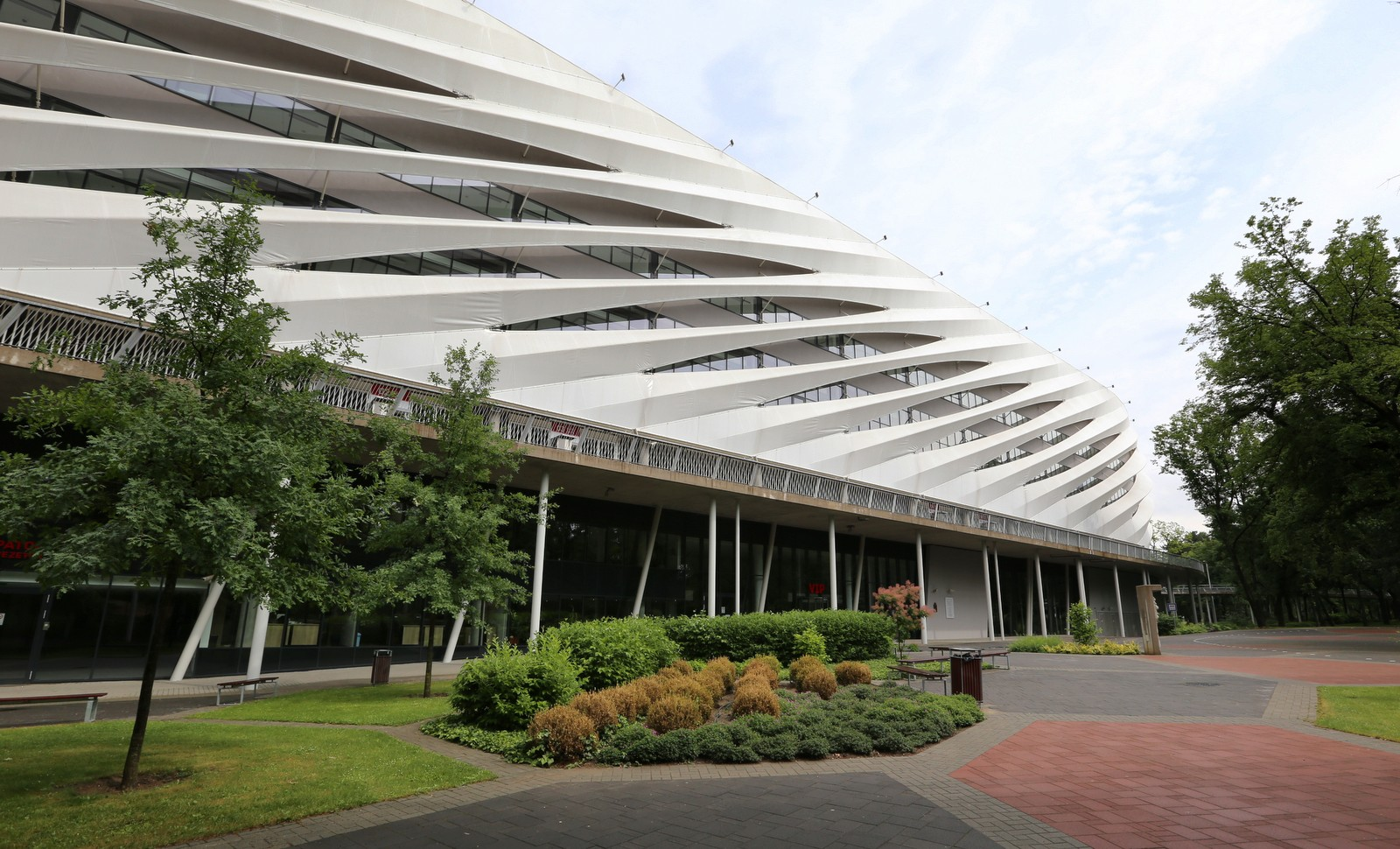
A Nagyerdei Stadion

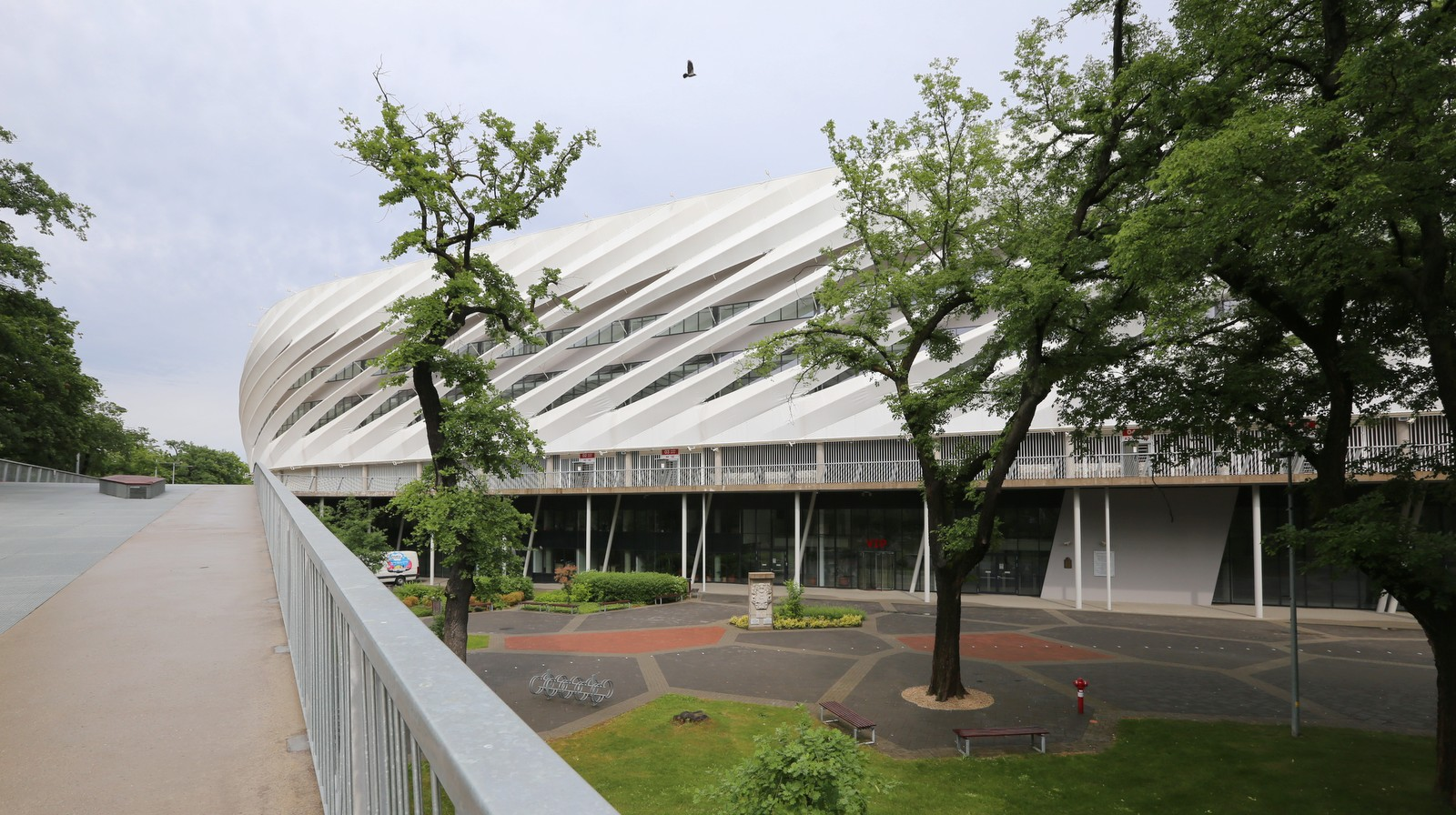
A Nagyerdei Stadion

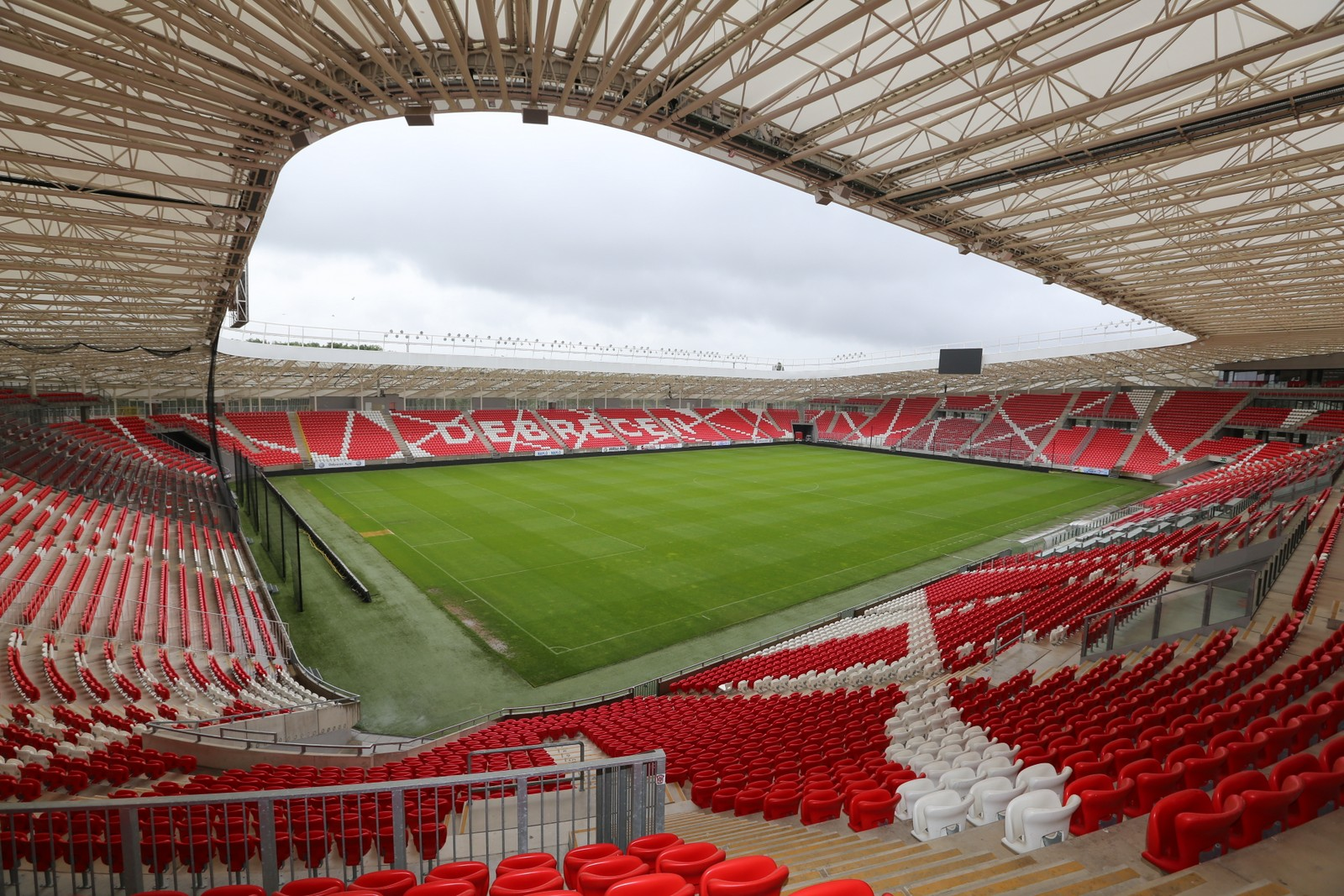
A Nagyerdei Stadion

2010. március 29-én mutatták be az első terveket, amelyek alapján a stadiont húszezer fősre tervezték. A tervező Dezső Zsigmond volt.
2010. szeptember 22-én Szijjártó Péter országgyűlési képviselő bejelentette, hogy a kormány pénzügyi támogatást nyújt egy új debreceni stadion felépítéséhez. Azt is bejelentették, hogy a stadion a döntő kivételével képes lesz fogadni a UEFA-bajnokok ligája bármely mérkőzéseit.
2010. december 1-jén bejelentették, hogy létrehoznak egy projekt vállalatot annak érdekében, hogy elvégezze a stadion építésével kapcsolatos munkálatokat. Kósa Lajos, Debrecen polgármestere és országgyűlési képviselő bejelentette, hogy a DVSC csapata 2012-ben már az új stadionban fog tudni játszani és képesek lesznek ott ünnepelni a klub fennállásának 110. évfordulóját.
Végül csak 2013. februárjának vége felé kezdték el alapozni az új stadiont. A pálya építését 2013. szeptember 24-én kezdték el. A stadion bejárati kapuinak építése 2013. december 24-én kezdődött. A stadion reflektor fényeit legelőször 2014 január 17-én kapcsolták fel. A 216 villanykörte 1800 luxnyi fényerőt sugároz, amely megfelel az HDTV közvetítés követelményeinek.
2014. április 26-án az életét vesztette egy 41 éves munkás, aki a stadion tetején dolgozott.
Az új stadiont 2014. május 1-jén adták át. 20 340 férőhelyes, az UEFA 4-es kategóriába sorolták be. Az építés költsége 12,5 milliárd forint volt. A stadion avatási rendezvényén Orbán Viktor miniszterelnök azt mondta, hogy "A magyar szellem, a tervezők, a mérnökök, a munkások ilyen alkotásokkal teszik ismét naggyá Magyarországot". A stadiont felszentelte Bosák Nándor püspök, Bölcskei Gusztáv lelkész és Kocsis Fülöp püspök. A felszentelés után Király Viktor, Keresztes Ildikó, Radics Gigi és Miklósa Erika szórakoztatták a közönséget. Az első mérkőzést a Debrecen All Stars és a Magyar Válogatott All Stars csapatai játszották, közöttük olyan játékosokkal, mint Pintér Attila,  Kovács Kálmán, Lipcsei Péter, Véber György, Garaba Imre, Urbán Flórián és Détári Lajos.
2014. május 10-én játszották a stadionban az első hivatalos labdarúgó mérkőzést. A házigazda Debrecen az Újpest FC ellen aratott 3-1-es győzelmet. A mérkőzés első gólját Kulcsár Tamás szerezte a 27. percben.
2014. május 22-én játszották a stadionban az első hivatalos nemzeti labdarúgó mérkőzést húszezer néző előtt. A mérkőzés a dán válogatott elleni 2-2-es döntetlennel végződött. Az első gólt Dzsudzsák Balázs lőtte.

## Az épület jellemzői
| Az UEFA stadionkategóriái                             | 4. kategória                        | Nagyerdei stadion |
| ----------------------------------------------------- | ----------------------------------- | ----------------- |
| Labdarúgó pálya mérete                                | 105 m hosszú, 68 m széles           | OK                |
| Játékvezetői öltöző minimális mérete                  | 20 m²                               | OK                |
| Világítás minimális fényereje                         | 1400 lux, minden irányban           | 1800 lux          |
| VIP parking                                           | 150                                 | OK                |
| Állóhelyek száma                                      | no                                  | OK                |
| Minimális ülőhelyek száma                             | 8 000                               | 20 340            |
| Minimális VIP ülőhelyek száma                         | 500                                 | 746               |
| VIP ülőhelyek száma a vendég csapat részére           | 100                                 | OK                |
| VIP fogadási terület                                  | 400 m²                              | 1670 m²           |
| Minimális sajtós terület                              | 200 m² 75 fő részére                | 330 m²            |
| Minimális fotós                                       | 25                                  |                   |
| Minimális pódium főkamerák részére                    | 10 m² 4 kamera részére              |                   |
| Sajtószobában minimum ülőhelyek száma                 | 100, ebből 50 asztallal             |                   |
| Minimális sporttudósítói pozíció                      | 25                                  |                   |
| Minimális TV stúdiók száma                            | 2, ebből legalább 1 rálát a pályára |                   |
| Minimális meccs-utáni interjú pozíciók száma          | 4                                   |                   |
| Minimális parkoló terület közvetítőkocsik részére     | 1 000 m²                            |                   |
| Minimális ülőhelyek száma a sajtókonferencia szobában | 75                                  |                   |

## Válogatott mérkőzések a stadionban
| Dátum               | Sorszám | Kiírás                                     | Hazai csapat     | Ellenfél          | Eredmény | Nézőszám   |
| ------------------- | ------- | ------------------------------------------ | ---------------- | ----------------- | -------- | ---------- |
| 1949. július 10.    | 271.    | barátságos mérkőzés                        | Magyarország     | Lengyelország     | 8 – 2    | 30 000     |
| 1979. október 17.   | 542.    | 1980-as EB-selejtező                       | Magyarország     | Finnország        | 3 – 1    | 18 000     |
| 2014. május 22.     | 886.    | barátságos mérkőzés                        | Magyarország     | Dánia             | 2 – 2    | 20 000     |
| 2015. június 5.     | 895.    | barátságos mérkőzés                        | Magyarország     | Litvánia          | 4 – 0    | 6 000      |
| 2021. március 24.   | —       | barátságos mérkőzés                        | Katar            | Luxemburg         | 1 – 0    | zárt kapus |
| 2021. március 27.   | —       | barátságos mérkőzés                        | Katar            | Azerbajdzsán      | 2 – 1    | zárt kapus |
| 2021. március 30.   | —       | barátságos mérkőzés                        | Katar            | Írország          | 1 – 1    | zárt kapus |
| 2021. szeptember 1. | —       | barátságos mérkőzés                        | Katar            | Szerbia           | 0 – 4    | nincs adat |
| 2021. szeptember 4. | —       | barátságos mérkőzés                        | Katar            | Portugália        | 1 – 3    | 14 000     |
| 2022. október 19.   | —       | U17-es barátságos mérkőzés                 | Hollandia U17    | Magyarország U17  | 5 – 0    | nincs adat |
| 2023. május 17.     | —       | U17-es Európa-bajnokság (C-csoport)        | Skócia U17       | Franciaország U17 | 1 – 3    | 298        |
| 2023. május 17.     | —       | U17-es Európa-bajnokság (C-csoport)        | Portugália U17   | Németország U17   | 0 – 4    | 409        |
| 2023. május 21.     | —       | U17-es Európa-bajnokság (D-csoport)        | Horvátország U17 | Svájc U17         | 1 – 2    | 710        |
| 2023. május 21.     | —       | U17-es Európa-bajnokság (D-csoport)        | Hollandia U17    | Anglia U17        | 1 – 4    | 611        |
| 2024. június 8.     | 990.    | barátságos mérkőzés                        | Magyarország     | Izrael            | 3 – 0    | 19 900     |
| 2024. szeptember 6. | —       | 2024–2025-ös UEFA Nemzetek Ligája (A liga) | Belgium          | Izrael            | 3 – 1    | zárt kapus |
| 2025. március 22.   | —       | 2026-os labdarúgó-világbajnokság-selejtező | Izrael           | Észtország        | 2 – 1    | 270        |
| 2025. március 25.   | —       | 2026-os labdarúgó-világbajnokság-selejtező | Izrael           | Norvégia          | 2 – 4    | 1 200      |

## Mérföldkövek a megújult stadionban
| Mérföldkő                               | Hazai csapat          | Eredmény | Vendég csapat                | Dátum               | Nézőszám | Kiírás                                       |
| --------------------------------------- | --------------------- | -------- | ---------------------------- | ------------------- | -------- | -------------------------------------------- |
| Első mérkőzés                           | Debrecen VSC A-csapat | 5 – 5    | Debrecen VSC B-csapat        | 2014. május 1.      | 20 300   | Bemutató mérkőzés                            |
| Első bemutató válogatott mérkőzés       | DVSC All Star csapat  | 4 – 4    | Magyar All Star csapat       | 2014. május 1.      | 20 300   | Bemutató mérkőzés                            |
| Első válogatott mérkőzés                | Magyarország          | 2 – 2    | Dánia                        | 2014. május 22.     | 20 000   | Barátságos válogatott mérkőzés               |
| Első utánpótlás válogatott mérkőzés     | Magyarország U17      | –        | Hollandia U17                | 2022. október 19.   |          | U17-es barátságos válogatott mérkőzés        |
| Első bajnoki mérkőzés                   | Debreceni VSC         | 3 – 1    | Újpest FC                    | 2014. május 10.     | 20 000   | 2013–14-es NB I-es bajnokság                 |
| Első nemzetközi labdarúgó mérkőzés      | Debreceni VSC         | 4 – 2    | Olympique Lyonnais           | 2014. július 5.     | 08 110   | 2014–15-ös szezon felkészülési mérkőzései    |
| Első magyar labdarúgókupa mérkőzés      | Debreceni VSC         | 3 – 0    | Szeged 2011–Grosics Akadémia | 2015. november 18.  | 500      | 2015–16-os Magyar Kupa                       |
| Első magyar labdarúgó-ligakupa mérkőzés | Debreceni VSC         | 2 – 3    | Videoton FC                  | 2015. március 18.   | 1 000    | 2014–15-ös labdarúgó-ligakupa                |
| Első UEFA-bajnokok ligája mérkőzés      | Debreceni VSC         | 2 – 0    | Cliftonville FC              | 2014. július 22.    | 11 000   | 2014–2015-ös UEFA-bajnokok ligája            |
| Első Európa-liga mérkőzés               | Diósgyőri VTK         | 2 – 1    | Birkirkara FC                | 2014. július 3.     | 06 112   | 2014–2015-ös Európa-liga                     |
| Első nem sport jellegű rendezvény       |                       |          |                              | 2014. augusztus 20. | 18 000   | Sztárok és szirmok – Karneváléj a stadionban |

## Megközelítése

### Busszal
A stadion megközelíthető a Nagyállomástól a 10, 10Y, 10A és 16 buszjáratokkal, a szociális otthon megállóban leszállva. Debrecen belvárosából pedig a 24, 24Y buszjáratokkal, a klinikák megállóban leszállva (a stadiontól visszafelé a 22 és 22Y buszjáratok közlekednek a belváros felé). A szolgáltató a Debreceni Közlekedési Vállalat (DKV).

### Villamossal
A stadionhoz el lehet jutni az 1-es villamossal is a Nagyállomástól Debrecen belvárosán keresztül. Leszállni az Aquaticum megállóban lehet.

### Reptérről
A debreceni nemzetközi repülőtértől a stadion megközelíthető autóval a Mikepércsi út felől, illetve repülőtéri transzferrel vagy vasúttal.